# Університет Мельбурна
Університе́т Ме́льбурна — державний університет Австралії, найстаріший у штаті Вікторія. Основний кампус університету розміщено у Парквілі, ближньому передмісті Мельбурну. Крім цього, у результаті приєднання невеликих коледжів має декілька додаткових кампусів як у самому Мельбурні, так і в інших районах Вікторії. Член Групи восьми і Пісковикових університетів.

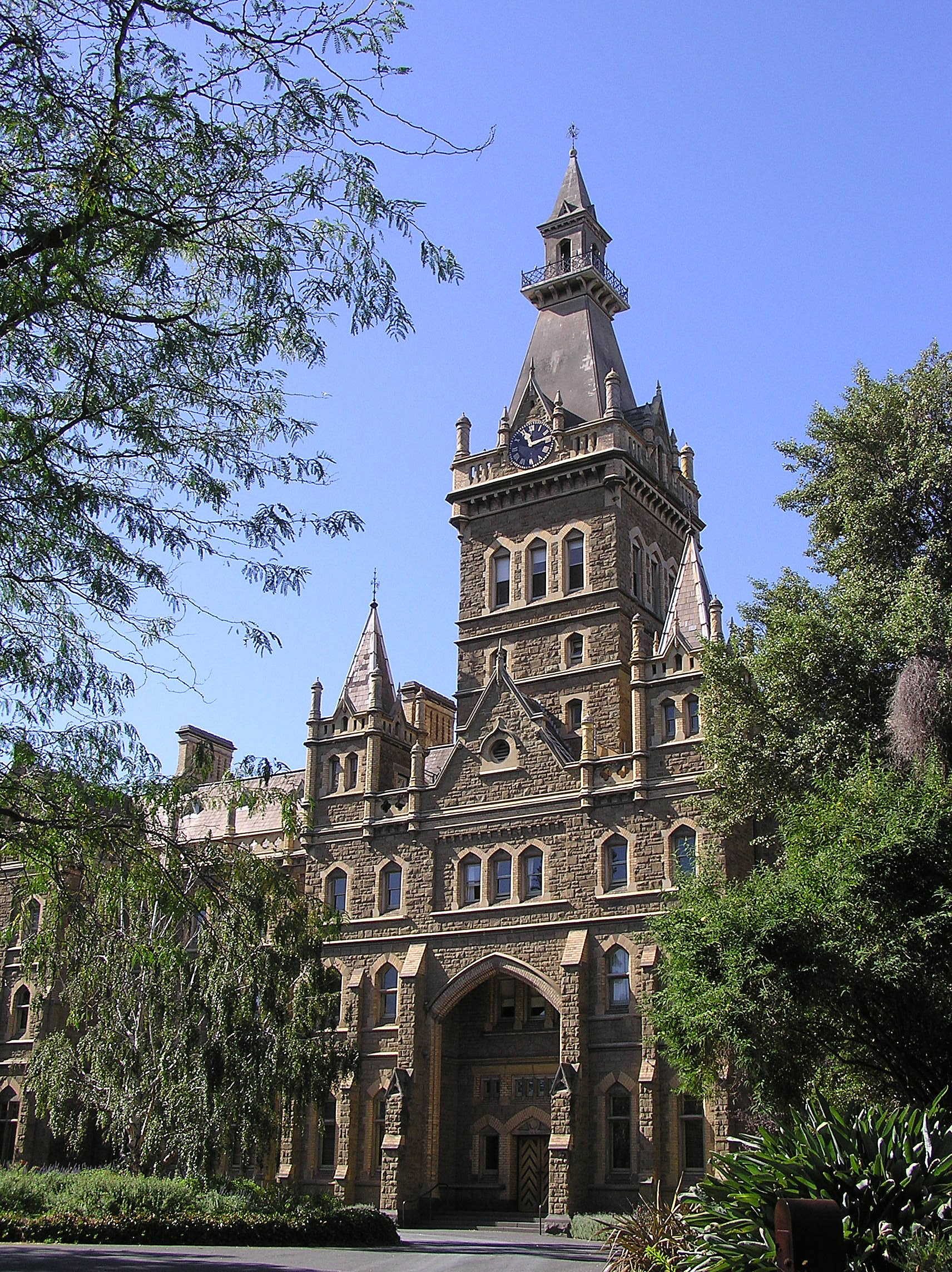
Один з коледжів Мельбурнського університету

У Мельбурнському університеті навчається близько 40 000 студентів, персонал — 6 000. Особливо розвинені в університеті мистецтво, гуманітарні та біомедичні науки. Входить до групи найпрестижніших університетів світу.
На території університету розташовано Австралійський інститут математичних наук.
Першим ректором університету був Редмонд Баррі, верховний суддя Вікторії, який займав цей пост до самої смерті.

## Факультети
Університет охоплює 11 факультетів і навчальних підрозділів:
- Факультет архітектури, будівництва та планування (Faculty of Architecture, Building and Planning)
- Гуманітарний факультет (Faculty of Arts)
- Факультет бізнесу та економіки (Faculty of Business and Economics)
- Мельбурнська школа освіти (Melbourne Graduate School of Education)
- Мельбурнська школа інженерної справи (Melbourne School of Engineering)
- Мельбурнська школа землі та довкілля (Melbourne School of Land and Environment)
- Мельбурнський юридична школа (Melbourne Law School)
- Факультет медицини, стоматології та наук про здоров'я (Faculty of Medicine, Dentistry and Health Sciences)
- Факультет природничих наук (Faculty of Science)
- Факультет ветеринарних наук (Faculty of Veterinary Science)
- Факультет Вікторіанського коледжу мистецтв і Мельбурнській консерваторії (Faculty of Victorian College of the Arts and Melbourne Conservatorium of Music)